# Bernardo Alfonsel
Bernardo Alfonsel López (Getafe, 24 febbraio 1954) è un ex ciclista su strada spagnolo.
Professionista dal 1977 al 1986, vinse una tappa alla Vuelta a España.

## Palmarès
- 1975 (dilettanti)

6ª tappa Grand Prix Tell
- 1976 (dilettanti)

2ª tappa Vuelta a Chile (Curicó > Parral)
9ª tappa Vuelta a Chile (Viña del Mar > Santiago del Cile)
- 1977 (Teka, una vittoria)

Gran Premio de Llodio
- 1979 (KAS, una vittoria)

14ª tappa Vuelta a España (Torrelavega > Gijón)
- 1980 (Teka, due vittorie)

2ª tappa Grand Prix du Midi Libre (Francia > Saint-Affrique)
Prologo Vuelta a Castilla

### Altri successi
- 1978 (Teka)

2ª tappa, 1ª semitappa Vuelta a Cantabria (Castro-Urdiales > Laredo, cronosquadre)
- 1979 (KAS)

GP Cuprosan

## Piazzamenti

### Grandi Giri
- Tour de France

1977: fuori tempo massimo (17ª tappa)
1978: 46º
1979: 79º
1980: 57º
1981: 69º
1982: 67º
1984: 98º
- Vuelta a España

1977: 39º
1978: 13º
1979: 23º
1980: 35º
1982: 17º
1983: ritirato (14ª tappa)
1985: 40º
1986: 81º

### Classiche monumento
- Milano-Sanremo

1977: 107º

### Competizioni mondiali
- Campionati del mondo su strada

Praga 1981 - In linea: 54º
Goodwood 1982 - In linea: 49º
- Giochi olimpici

Montréal 1976 - In linea: 10º